# Biserica Sfânta Treime din Reșița
Biserica „Sfânta Treime” (în germană Kirche Allerheiligste Dreifaltigkeit, în maghiară Szentháromság-templom) este a doua biserică romano-catolică din Reșița, situată Aleea Herculane nr. 5.
Biserica a fost sfințită în 24 octombrie 2004. Lăcașul poartă hramul Sfintei Treimi.
Lângă biserică se află clădirea parohiei în interiorul căreia se află capela "Sfinții Francisc și Clara", aceasta fiind sfințită în 13 septembrie 1997.
În 2000 s-a înființat parohia "Preasfânta Treime" în Govândari. La parohie a fost numit paroh in anul 2000 părintele Simon Ciubotaru, care slujeste și actualmente aici.